# Malvin Nash
Melvin Nash (Estados Unidos, 1955) es un nadador estadounidense retirado especializado en pruebas de estilo espalda, donde consiguió ser medallista de bronce mundial en 1975 en los 100 metros estilo espalda. A los 22 años, fue el entrenador principal más joven de cualquier deporte en la Asociación Nacional de Atletismo Universitario (NCAA, por sus siglas en inglés).

## Carrera deportiva
En el Campeonato Mundial de Natación de 1975 celebrado en Cali (Colombia), ganó la medalla de bronce en los 100 metros estilo espalda, con un tiempo de 58.38 segundos, tras el alemán Roland Matthes  (oro con 58.15 segundos) y su compatriota estadounidense John Murphy  (plata con 58.34 segundos).